# گی ون سام
گی ون سام (فرانسوی: Guy Van Sam‎؛ ۲۰ دسامبر ۱۹۳۵ – ۸ فوریهٔ ۲۰۲۴) بازیکن فوتبال اهل فرانسه بود.
از باشگاه‌هایی که در آن بازی کرده‌است می‌توان به باشگاه فوتبال مون‌پلیه اشاره کرد.
وی همچنین در تیم ملی فوتبال فرانسه بازی کرده‌است.